# Бисениекс, Валдис
Ва́лдис Би́сениекс (латыш. Valdis Bisenieks; 2 октября 1928, Рига — 13 ноября 2017, там же) — латышский языковед, поэт, переводчик с немецкого, итальянского, английского и санскрита. Хабилитированный доктор филологии.

## Биография
Родился 2 октября 1928 году в Риге в семье геодезиста Яниса Бисениекса и его жены Эмилии. Детство провёл в Улброке. Учился в Рижской классической гимназии и в Рижском французском лицее. В подростковом возрасте заболел астмой и вылечился самостоятельно, начав систематически бегать и обтираться холодной водой. До глубокой старости не изменял это привычке, выходя на пробежки в любую погоду одетым только в трусы и майку.
Сам Бисениекс признавался, что осознанный духовный путь начал в 11 лет. Много читал, в 7 лет впервые прочёл «Божественную комедию» Данте. Его очень впечатлило описание ада. Поворотным пунктом в его развитии были романы Ги де Мопассана «Жизнь» и «Тонио Крегер» Томаса Манна — в этом герое он нашёл многое от себя самого. Именно после этого он стал различать литературу и беллетристику и пришел к решению стать переводчиком.
Высшее образование получил на филологическом факультете Латвийского государственного университета. С 1953 по 1990 год работал на отделении немецкой филологии факультета иностранных языков Латвийского государственного университета.
В 1963 году участвовал в составлении латышско-немецкого словаря, публиковал научные статьи о синтаксисе и интонации немецкого языка. В 1965 году повышал квалификацию в Воронежском государственном университете, после чего вернулся в ЛГУ в качестве доцента.
По собственной инициативе и без гонорара взялся за новый перевод «Фауста» Гёте на латышский язык, так как считал, что перевод Райниса неполон и стилистически неточен, так как больше напоминает поэзию Фридриха Шиллера с его умозрительными образами, а не красочный, полный жизни язык Гёте, психологически точное описание характеров и ощущение вкуса жизни. «Не случайно эта поэма считается Библией жизни», — считал Бисениекс.
В 1984 году защитил кандидатскую диссертацию по вопросам синтаксиса современного немецкого языка. 30 лет работал над пополнением латышско-немецкого словаря. «Словарь я писал для себя, если кому-то еще пригодится, я могу только радоваться», — говорил учёный.
Уже в зрелом возрасте он освоил санскрит, а в середине 1980-х, будучи в отпуске в Ровно, — украинский язык.
В 1990 году вышел на пенсию. Переводил на латышский классику литературы и на немецкий — классику латышской литературы и современных поэтов — например, Кнута Скуениекса.
В 1992 году, случайно познакомившись в поезде с двумя шведами, членами Ротари-клуба, привлёк их в Латвию и в 1992 году стал первым президентом латвийского Ротари в Латвии.
В 2000 году был принят в Союз писателей Латвии, однако многие его литературные труды остаются до сих пор неизданными. Искусствовед и творческий директор издательства «Neputns» Лайма Слава назвала его рыцарем языка и слова.
Помимо «Фауста» Гёте, выполнил авторские переводы на латышский язык «Божественной комедии» Данте и «Бхагаватгиты». Верил в реинкарнацию. Воссоздал ротари-клубы в Латвии.
В 2009 году награждён Крестом Признания 4 степени.
В конце жизни он переехал из центра Риги в микрорайон Дрейлини. Скончался 13 ноября 2017 года.

## Семья
Сыновья — архитектор Армандс Бисениекс и историк Ингмарс Бисениекс.

### Авторские поэтические сборники
- Re(h)abilitācija (2004)
- Dāvinājumi (2008)

### Переводы на немецкий
- Lettische Volksieder («Латышские дайны», 1985)
- Das Kloster der Mutter Gottes zu Riga (Астрида Бейнаре. «Собор Рижской богоматери», 1995)
- Kaupo und der Heilige Gral (Астрида Бейнаре. «Каупо и Святой Грааль», 2007)
- Landvermesserzeiten (Братья Каудзите. «Времена землемеров», 2012).

## Словари
- Латышско-немецкий словарь, соавтор и титул-редактор (1963)
- Латышско-немецкий словарь, автор (2007)